# گیفارد لو کوئسن مارتل
گیفارد لو کوئسن مارتل (انگلیسی: Giffard Le Quesne Martel؛ 10 October 1889 – ۳ سپتامبر ۱۹۵۸) فرد نظامی اهل بریتانیا بود. وی همچنین برندهٔ جوایزی همچون صلیب نظامی شده‌است.